# Guillermo Vilas
Guillermo Apolinario Vilas (Buenos Aires, 17 d'agost de 1952) és un tennista argentí retirat, conegut amb el sobrenom de Willy.
Durant la seva trajectòria de finals dels anys setanta i principis dels vuitanta, va guanyar quatre títols de Grand Slam en categoria individual, tots excepte Wimbledon. Va guanyar un total de 62 títols individuals i 15 més de dobles. Va entrar al Saló de la Fama Internacional del Tennis l'any 1991. A la pista va destacar per la capacitat d'adaptació a totes les superfícies a més de tenir un físic privilegiat, tot i que realment era dominant sobre terra batuda ja que va aconseguir 659 victòries sobre aquesta superfície, de llarg el major número de victòries sobre terra batuda.
L'any 1977 aconseguí el rècord de títols guanyats en un any, junt al de victòries consecutives, però tot i dominar la temporada no va aconseguir superar Jimmy Connors en el rànquing mundial ATP i es va quedar en segona posició. Va acumular una ratxa de 46 victòries consecutives sobre totes les superfícies, i un total de 53 només sobre terra batuda.

## Carrera
Va créixer al Mar del Plata i va jugar el primer torneig l'any 1969. Malgrat jugar bé en qualsevol tipus de superfície, és considerat un especialista sobre terra batuda. Estigué dins els deu millors tennistes entre els anys 1974 i 1982. Va guanyar quatre títols de Grand Slam: el Roland Garros i el US Open l'any 1977 sobre terra batuda, i dues edicions consecutives de l'Open d'Austràlia (1978 i 1979) disputades sobre gespa. Addicionalment, fou finalista en tres Roland Garros (1975, 1978 i 1982) i un a Austràlia (gener 1977).
L'any 1977 fou el millor de la seva trajectòria després de guanyar dos Grand Slams i vèncer en 16 dels 31 torneigs que va disputar en el circuit masculí. Descomptant el Tennis Masters Cup, cal destacar que va guanyar 72 dels darrers 73 partits disputats durant l'any 1977. Malgrat els èxits aconseguits durant l'any 1977, mai va superar a Jimmy Connors en la primera posició del rànquing mundial.
Actualment encara manté el rècord de 46 partits guanyats consecutivament independentment de la superfície i també el de set torneigs guanyats consecutivament l'any 1977: Kitzbühel (terra batuda), Washington (terra batuda), Louisville (dura), South Orange (dura), Columbus (dura), US Open (terra batuda) i Paris (terra batuda). També va establir la marca de 53 partits consecutius guanyats sobre terra batuda, però aquest rècord el va batre Rafael Nadal l'any 2006, que la va estendre a 81 victòries. Ambdues marques es van establir l'octubre de 1977 quan va perdre davant Ilie Năstase en la final d'Ais de Provença. En aquest partit, Vilas es va retirar en senyal de protesta perquè Nastase utilitzava una raqueta amb el cordatge tipus "espagueti", que posteriorment fou prohibit per l'ATP. Finalment va vèncer un total de 130 partits i va aconseguir 16 títols, de manera que establí els rècords de més victòries i títols en un any. Actualment continua essent l'únic tennista en guanyar títols en cinc continents diferents en un any, tots excepte Oceania.
Amb l'ajuda del seu compatriota José Luis Clerc, van portar l'Argentina a la seva primera final de la Copa Davis l'any 1981, però van perdre davant els Estats Units. Malgrat que tots dos eren grans tennistes, les contínues desavinences entre ells van evitar que Argentina pogués aconseguir més èxits.
Vilas es va retirar del circuit ATP l'any 1989 però va continuar jugant en el circuit ATP Challenger Series fins al 1992. Un any abans fou inclòs en l'International Tennis Hall of Fame. El seu èxit va provocar un augment de la popularitat del tennis al seu país i a Llatinoamèrica. Per exemple, els tennistes Guillermo Cañas i Guillermo Coria s'anomenen així en el seu honor.

## Torneigs de Grand Slam

### Individual: 8 (4−4)
| Resultat  | Núm. | Any        | Torneig              | Oponent         | Resultat              |
| --------- | ---- | ---------- | -------------------- | --------------- | --------------------- |
| Finalista | 1.   | 1975       | Roland Garros        | Björn Borg      | 2−6, 3−6, 4−6         |
| Finalista | 2.   | 1977 (gen) | Open d'Austràlia     | Roscoe Tanner   | 3−6, 3−6, 3−6         |
| Guanyador | 1.   | 1977       | Roland Garros        | Brian Gottfried | 6−0, 6−3, 6−0         |
| Guanyador | 2.   | 1977       | US Open              | Jimmy Connors   | 2−6, 6−3, 7−6(4), 6−0 |
| Guanyador | 3.   | 1978       | Open d'Austràlia     | John Marks      | 6−4, 6−4, 3−6, 6−3    |
| Finalista | 3.   | 1978       | Roland Garros (2)    | Björn Borg      | 1−6, 1−6, 3−6         |
| Guanyador | 4.   | 1979       | Open d'Austràlia (2) | John Sadri      | 7−6(4), 6−3, 6−2      |
| Finalista | 4.   | 1982       | Roland Garros (3)    | Mats Wilander   | 6−1, 6−7(6), 0−6, 4−6 |

## Palmarès

### Individual: 102 (62−40)
| Llegenda (pre/post 2009)                                 |
| -------------------------------------------------------- |
| Grand Slams (4−4)                                        |
| Tennis Masters Cup / ATP Finals (1−0)                    |
| ATP Masters Series / ATP World Tour Masters 1000 (0−0)   |
| ATP International Series Gold / ATP World Tour 500 (0−0) |
| ATP International Series / ATP World Tour 250 (57−36)    |

| Títols per superfície |
| --------------------- |
| Dura (4−5)            |
| Gespa (4−1)           |
| Terra batuda (48−27)  |
| Moqueta (6−7)         |

| Resultat  | Núm. | Data                   | Torneig                                  | Superfície   | Oponent                   | Marcador                     |
| --------- | ---- | ---------------------- | ---------------------------------------- | ------------ | ------------------------- | ---------------------------- |
| Finalista | 1.   | 8 d'agost de 1972      | Cincinnati, Estats Units                 | Terra batuda | Jimmy Connors             | 3−6, 3−6                     |
| Finalista | 2.   | 1 de desembre de 1972  | Buenos Aires, Argentina                  | Terra batuda | Karl Meiler               | 7−6, 6−2, 4−6, 4−6, 4−6      |
| Guanyador | 1.   | 25 de novembre de 1973 | Buenos Aires                             | Terra batuda | Björn Borg                | 3−6, 6−7, 6−4, 6−6, retirada |
| Guanyador | 2.   | 21 de juliol de 1974   | Gstaad, Suïssa                           | Terra batuda | Manuel Orantes            | 6−1, 6−2                     |
| Finalista | 3.   | 29 de juliol de 1974   | Washington DC, Estats Units              | Terra batuda | Harold Solomon            | 6−1, 3−6, 4−6                |
| Guanyador | 3.   | 4 d'agost de 1974      | Hilversum, Països Baixos                 | Terra batuda | Barry Phillips-Moore      | 6−4, 6−2, 1−6, 6−3           |
| Guanyador | 4.   | 11 d'agost de 1974     | Louisville, Estats Units                 | Terra batuda | Jaime Fillol              | 6−4, 7−5                     |
| Guanyador | 5.   | 18 d'agost de 1974     | Toronto, Canadà                          | Terra batuda | Manuel Orantes            | 6−4, 6−2, 6−3                |
| Guanyador | 6.   | 3 de novembre de 1974  | Teheran, Iran                            | Terra batuda | Raúl Ramírez              | 6−0, 6−3, 6−1                |
| Guanyador | 7.   | 1 de desembre de 1974  | Buenos Aires (2)                         | Terra batuda | Manuel Orantes            | 6−3, 0−6, 7−5, 6−2           |
| Guanyador | 8.   | 15 de desembre de 1974 | Tennis Masters Cup, Melbourne, Austràlia | Gespa        | Ilie Năstase              | 7−6, 6−2, 3−6, 6−4           |
| Guanyador | 9.   | 11 de maig de 1975     | Múnic, Alemanya Occidental               | Terra batuda | Karl Meiler               | 2−6, 6−0, 6−2, 6−3           |
| Finalista | 4.   | 15 de juny de 1975     | Roland Garros, França                    | Terra batuda | Björn Borg                | 2−6, 3−6, 4−6                |
| Guanyador | 10.  | 20 de juliol de 1975   | Hilversum (2)                            | Terra batuda | Željko Franulović         | 6−4, 6−7, 6−2, 6−3           |
| Guanyador | 11.  | 28 de juliol de 1975   | Washington DC                            | Terra batuda | Harold Solomon            | 6−1, 6−3                     |
| Guanyador | 12.  | 4 d'agost de 1975      | Louisville (2)                           | Terra batuda | Ilie Năstase              | 6−4, 6−3                     |
| Finalista | 5.   | 25 d'agost de 1975     | Boston, Estats Units                     | Terra batuda | Björn Borg                | 3−6, 4−6, 2−6                |
| Finalista | 6.   | 28 de setembre de 1975 | San Francisco, Estats Units              | Moqueta (i)  | Arthur Ashe               | 0−6, 6−7                     |
| Guanyador | 13.  | 15 de novembre de 1975 | Buenos Aires (3)                         | Terra batuda | Adriano Panatta           | 6−1, 6−4, 6−4                |
| Guanyador | 14.  | 22 de febrer de 1975   | Saint Louis, Estats Units                | Moqueta (i)  | Vijay Amritraj            | 4−6, 6−0, 6−4                |
| Guanyador | 15.  | 29 de febrer de 1976   | Fort Worth, Estats Units                 | Dura         | Phil Dent                 | 6−7(4), 6−1, 6−1             |
| Finalista | 7.   | 4 d'abril de 1976      | São Paulo, Brasil                        | Moqueta (i)  | Björn Borg                | 6−7, 2−6                     |
| Guanyador | 16.  | 18 d'abril de 1976     | Montecarlo, Mònaco                       | Terra batuda | Wojtek Fibak              | 6−1, 6−1, 6−4                |
| Finalista | 8.   | 9 de maig de 1976      | Dallas, Estats Units                     | Moqueta (i)  | Björn Borg                | 6−1, 1−6, 5−7, 1−6           |
| Finalista | 9.   | 30 de maig de 1976     | Roma, Itàlia                             | Terra batuda | Adriano Panatta           | 6−2, 6−7, 2−6, 6−7           |
| Guanyador | 17.  | 23 d'agost de 1976     | Toronto (2)                              | Dura         | Wojtek Fibak              | 6−4, 7−6, 6−2                |
| Guanyador | 18.  | 21 de novembre de 1976 | São Paulo                                | Moqueta (i)  | José Higueras             | 6−3, 6−0                     |
| Guanyador | 19.  | 28 de novembre de 1976 | Buenos Aires (4)                         | Terra batuda | Jaime Fillol              | 6−2, 6−2, 6−3                |
| Finalista | 10.  | 9 de gener de 1977     | Open d'Austràlia, Austràlia              | Gespa        | Roscoe Tanner             | 3−6, 3−6, 3−6                |
| Finalista | 11.  | 23 de gener de 1977    | Baltimore, Estats Units                  | Moqueta (i)  | Brian Gottfried           | 3−6, 6−7                     |
| Guanyador | 20.  | 13 de febrer de 1977   | Springfield, Estats Units                | Moqueta (i)  | Stan Smith                | 3−6, 6−0, 6−3, 6−2           |
| Finalista | 12.  | 27 de febrer de 1977   | Palm Springs, Estats Units               | Dura         | Brian Gottfried           | 6−2, 1−6, 3−6                |
| Finalista | 13.  | 3 d'abril de 1977      | Niça, França                             | Terra batuda | Björn Borg                | 4−6, 6−1, 2−6, 0−6           |
| Guanyador | 21.  | 17 d'abril de 1977     | Buenos Aires (5)                         | Terra batuda | Wojtek Fibak              | 6−4, 6−3, 6−0                |
| Guanyador | 22.  | 23 d'abril de 1977     | Virginia Beach, Estats Units             | Terra batuda | Ilie Năstase              | 6−2, 4−6, 6−2                |
| Guanyador | 23.  | 5 de juny de 1977      | Roland Garros                            | Terra batuda | Brian Gottfried           | 6−0, 6−3, 6−0                |
| Guanyador | 24.  | 17 de juliol de 1977   | Kitzbühel, Àustria                       | Terra batuda | Jan Kodeš                 | 5−7, 6−2, 4−6, 6−3, 6−2      |
| Guanyador | 25.  | 25 de juliol de 1977   | Washington DC (2)                        | Terra batuda | Brian Gottfried           | 6−4, 7−5                     |
| Guanyador | 26.  | 30 de juliol de 1977   | Louisville (3)                           | Terra batuda | Eddie Dibbs               | 1−6, 6−0, 6−1                |
| Guanyador | 27.  | 7 d'agost de 1977      | South Orange, Estats Units               | Terra batuda | Roscoe Tanner             | 6−4, 6−2                     |
| Guanyador | 28.  | 15 d'agost de 1977     | Columbus, Estats Units                   | Terra batuda | Brian Gottfried           | 6−2, 6−1                     |
| Guanyador | 29.  | 11 de setembre de 1977 | US Open, Estats Units                    | Terra batuda | Jimmy Connors             | 2−6, 6−3, 7−6, 6−0           |
| Guanyador | 30.  | 26 de setembre de 1977 | París, França                            | Terra batuda | Christophe Roger-Vasselin | 6−1, 6−2, 7−6                |
| Finalista | 14.  | 2 d'octubre de 1977    | Ais de Provença, França                  | Terra batuda | Ilie Năstase              | 1−6, 5−7, retirada           |
| Guanyador | 31.  | 9 d'octubre de 1977    | Teheran (2)                              | Terra batuda | Eddie Dibbs               | 6−2, 6−4, 1−6, 6−1           |
| Guanyador | 32.  | 13 de novembre de 1977 | Bogotà, Colòmbia                         | Terra batuda | José Higueras             | 6−1, 6−2, 6−3                |
| Guanyador | 33.  | 20 de novembre de 1977 | Santiago, Xile                           | Terra batuda | Jaime Fillol              | 6−0, 2−6, 6−4                |
| Guanyador | 34.  | 27 de novembre de 1977 | Buenos Aires (6)                         | Terra batuda | Jaime Fillol              | 6−2, 7−5, 3−6, 6−3           |
| Guanyador | 35.  | 4 de desembre de 1977  | Johannesburg, Sud-àfrica                 | Dura         | Buster Mottram            | 7−6, 6−3, 6−4                |
| Guanyador | 36.  | 21 de maig de 1978     | Hamburg, Alemanya Occidental             | Terra batuda | Wojtek Fibak              | 6−2, 6−4, 6−2                |
| Guanyador | 37.  | 28 de maig de 1978     | Múnic (2)                                | Terra batuda | Buster Mottram            | 6−1, 6−3, 6−3                |
| Finalista | 15.  | 11 de juny de 1978     | Roland Garros (2)                        | Terra batuda | Björn Borg                | 1−6, 1−6, 3−6                |
| Guanyador | 38.  | 16 de juliol de 1978   | Gstaad (2)                               | Terra batuda | José Luis Clerc           | 6−3, 7−6, 6−4                |
| Guanyador | 39.  | 6 d'agost de 1978      | South Orange (2)                         | Terra batuda | José Luis Clerc           | 6−1, 6−3                     |
| Guanyador | 40.  | 1 d'octubre de 1978    | Ais de Provença                          | Terra batuda | José Luis Clerc           | 6−3, 6−0, 6−3                |
| Guanyador | 41.  | 29 d'octubre de 1978   | Basilea, Suïssa                          | Dura (i)     | John McEnroe              | 6−3, 5−7, 7−5, 6−4           |
| Guanyador | 42.  | 7 de gener de 1979     | Open d'Austràlia                         | Gespa        | John Marks                | 6−4, 6−4, 3−6, 6−3           |
| Guanyador | 43.  | 14 de gener de 1979    | Hobart, Austràlia                        | Gespa        | Mark Edmondson            | 6−4, 6−4                     |
| Finalista | 16.  | 4 de febrer de 1979    | Richmond, Estats Units                   | Moqueta (i)  | Björn Borg                | 3−6, 1−6                     |
| Finalista | 17.  | 1 d'abril de 1979      | Stuttgart, Alemanya Occidental           | Dura (i)     | Wojtek Fibak              | 2−6, 2−6, 6−3, 3−6           |
| Finalista | 18.  | 27 de maig de 1979     | Roma (2)                                 | Terra batuda | Vitas Gerulaitis          | 7−6, 6−7, 7−6, 4−6, 2−6      |
| Guanyador | 44.  | 22 de juliol de 1979   | Washington DC (3)                        | Terra batuda | Victor Pecci              | 7−6(4), 6−6, retirada        |
| Finalista | 19.  | 12 d'agost de 1979     | Indianapolis, Estats Units               | Terra batuda | Jimmy Connors             | 1−6, 6−2, 4−6                |
| Finalista | 20.  | 21 d'octubre de 1979   | Sydney, Austràlia                        | Dura (i)     | Vitas Gerulaitis          | 4−6, 6−3, 6−1, 7−6           |
| Guanyador | 45.  | 25 de novembre de 1979 | Buenos Aires (7)                         | Terra batuda | José Luis Clerc           | 6−1, 6−2, 6−2                |
| Guanyador | 46.  | 6 de gener de 1980     | Open d'Austràlia (2)                     | Gespa        | John Sadri                | 7−6(4), 6−3, 6−2             |
| Finalista | 21.  | 6 d'abril de 1980      | Montecarlo                               | Terra batuda | Björn Borg                | 1−6, 0−6, 2−6                |
| Finalista | 22.  | 18 de maig de 1980     | Hamburg                                  | Terra batuda | Harold Solomon            | 7−6, 2−6, 4−6, 6−2, 3−6      |
| Guanyador | 47.  | 25 de maig de 1980     | Roma                                     | Terra batuda | Yannick Noah              | 6−0, 6−4, 6−4                |
| Guanyador | 48.  | 27 de juliol de 1980   | Kitzbühel (2)                            | Terra batuda | Ivan Lendl                | 6−3, 6−2, 6−2                |
| Guanyador | 49.  | 14 de setembre de 1980 | Palerm, Itàlia                           | Terra batuda | Paul McNamee              | 6−4, 6−0, 6−0                |
| Finalista | 23.  | 5 d'octubre de 1980    | Madrid, Espanya                          | Terra batuda | José Luis Clerc           | 3−6, 6−1, 6−1, 4−6, 2−6      |
| Finalista | 24.  | 12 d'octubre de 1980   | Barcelona, Espanya                       | Terra batuda | Ivan Lendl                | 4−6, 7−5, 4−6, 6−4, 1−6      |
| Guanyador | 50.  | 8 de febrer de 1981    | Mar del Plata, Argentina                 | Terra batuda | Victor Pecci              | 2−6, 6−3, 2−1, retirada      |
| Finalista | 25.  | 15 de febrer de 1981   | Boca Raton, Estats Units                 | Terra batuda | John McEnroe              | 7−6, 4−6, 0−6                |
| Guanyador | 51.  | 15 de març de 1981     | El Caire, Egipte                         | Terra batuda | Peter Elter               | 6−2, 6−3                     |
| Guanyador | 52.  | 12 d'abril de 1981     | Houston, Estats Units                    | Terra batuda | Sammy Giammalva           | 6−2, 6−3                     |
| Finalista | 26.  | 19 de juliol de 1981   | Kitzbühel                                | Terra batuda | John Fitzgerald           | 3−6, 6−3, 5−7                |
| Finalista | 27.  | 26 de juliol de 1981   | Washington DC (2)                        | Terra batuda | José Luis Clerc           | 5−7, 2−6                     |
| Finalista | 28.  | 3 d'agost de 1981      | North Conway, Estats Units               | Terra batuda | José Luis Clerc           | 3−6, 2−6                     |
| Finalista | 29.  | 11 d'octubre de 1981   | Barcelona (2)                            | Terra batuda | Ivan Lendl                | 0−6, 3−6, 0−6                |
| Finalista | 30.  | 22 de novembre de 1981 | Buenos Aires (2)                         | Terra batuda | Ivan Lendl                | 1−6, 2−6                     |
| Guanyador | 53.  | 7 de febrer de 1982    | Buenos Aires (8)                         | Terra batuda | Alejandro Ganzábal        | 6−2, 6−4                     |
| Guanyador | 54.  | 21 de març de 1982     | Rotterdam, Països Baixos                 | Moqueta      | Jimmy Connors             | 0−6, 6−2, 6−4                |
| Guanyador | 55.  | 28 de març de 1982     | Milà, Itàlia                             | Moqueta      | Jimmy Connors             | 6−3, 6−3                     |
| Guanyador | 56.  | 11 d'abril de 1982     | Montecarlo (2)                           | Terra batuda | Ivan Lendl                | 6−1, 7−6(10), 6−3            |
| Guanyador | 57.  | 2 de maig de 1982      | Madrid                                   | Terra batuda | Ivan Lendl                | 6−7(5), 4−6, 6−0, 6−3, 6−3   |
| Finalista | 31.  | 6 de juny de 1982      | Roland Garros (3)                        | Terra batuda | Mats Wilander             | 6−1, 6−7, 0−6, 4−6           |
| Finalista | 32.  | 11 juliol de 1982      | Gstaad                                   | Terra batuda | José Luis Clerc           | 1−6, 3−6, 2−6                |
| Guanyador | 58.  | 18 de juliol de 1982   | Boston                                   | Terra batuda | Mel Purcell               | 6−4, 6−0                     |
| Guanyador | 59.  | 25 de juliol de 1982   | Kitzbühel (3)                            | Terra batuda | Marcs Hocevar             | 7−6(0), 6−1                  |
| Finalista | 33.  | 10 d'octubre de 1982   | Barcelona (3)                            | Terra batuda | Mats Wilander             | 3−6, 4−6, 3−6                |
| Finalista | 34.  | 7 de novembre de 1982  | Baltimore (2)                            | Moqueta (i)  | Paul McNamee              | 6−4, 5−7, 5−7, 6−2, 3−6      |
| Finalista | 35.  | 28 de novembre de 1982 | Johannesburg                             | Dura         | Vitas Gerulaitis          | 6−7, 2−6, 6−4, 6−7           |
| Finalista | 36.  | 30 de gener de 1983    | Detroit, Estats Units                    | Moqueta (i)  | Ivan Lendl                | 5−7, 2−6, 6−2, 4−6           |
| Guanyador | 60.  | 13 de febrer de 1983   | Richmond, Estats Units                   | Moqueta      | Steve Denton              | 6−3, 7−5, 6−4                |
| Guanyador | 61.  | 27 de febrer de 1983   | Delray Beach, Estats Units               | Terra batuda | Pavel Slozil              | 6−1, 6−4, 6−0                |
| Finalista | 37.  | 20 de març de 1983     | Rotterdam                                | Dura (i)     | Gene Mayer                | 1−6, 6−7                     |
| Finalista | 38.  | 17 d'abril de 1983     | Hilton Head, Estats Units                | Terra batuda | Ivan Lendl                | 2−6, 1−6, 0−6                |
| Guanyador | 62.  | 24 de juliol de 1983   | Kitzbühel (4)                            | Terra batuda | Henri Leconte             | 7−6(6), 4−6, 6−4             |
| Finalista | 39.  | 9 d'agost de 1983      | Barcelona (4)                            | Terra batuda | Mats Wilander             | 0−6, 3−6, 1−6                |
| Finalista | 40.  | 11 de maig de 1986     | Forest Hills, Estats Units               | Terra batuda | Yannick Noah              | 6−7, 0−6                     |

Vilas també va arribar a la final dels tornejos de Johannesburg (1977) i Montecarlo TMS (1981), però les finals no es van disputar i el títol quedà vacant.

### Individuals no ATP (6)
| Resultat  | Núm. | Data                 | Torneig                   | Superfície   | Oponent         | Marcador           |
| --------- | ---- | -------------------- | ------------------------- | ------------ | --------------- | ------------------ |
| Guanyador | 1.   | 12 de març de 1972   | Buenos Aires I, Argentina | Terra batuda | Héctor Romani   | 6–2, 6–4, 6–2      |
| Guanyador | 2.   | 10 de març de 1974   | Buenos Aires I (2)        | Terra batuda | Julián Ganzabal | 7–6, 4–6, 6–3, 6–3 |
| Guanyador | 3.   | 20 d'abril de 1975   | Buenos Aires I (3)        | Terra batuda | Clark Graebner  | 6–2, 6–1, 6–4      |
| Guanyador | 4.   | 28 d'agost de 1977   | Rye, Estats Units         | Terra batuda | Ilie Năstase    | 6–2, 6–0           |
| Guanyador | 5.   | 28 d'octubre de 1977 | Caracas, Veneçuela        | Terra batuda | Ilie Năstase    | 6–2, 6–2           |
| Guanyador | 6.   | 25 de juliol de 1979 | Ais de Provença, França   | Dura         | Ilie Năstase    | 6–4, 6–4           |

### Dobles: 26 (16−10)
| Llegenda (pre/post 2009)                                 |
| -------------------------------------------------------- |
| Grand Slams (0−0)                                        |
| Tennis Masters Cup / ATP Finals (0−0)                    |
| ATP Masters Series / ATP World Tour Masters 1000 (0−0)   |
| ATP International Series Gold / ATP World Tour 500 (0−0) |
| ATP International Series / ATP World Tour 250 (16−10)    |

| Títols per superfície |
| --------------------- |
| Dura (2−1)            |
| Gespa (0−1)           |
| Terra batuda (13−6)   |
| Moqueta (1−2)         |

| Resultat  | Núm. | Data                   | Torneig                    | Superfície   | Parella        | Oponents                              | Marcador      |
| --------- | ---- | ---------------------- | -------------------------- | ------------ | -------------- | ------------------------------------- | ------------- |
| Guanyador | 1.   | 25 de novembre de 1973 | Buenos Aires, Argentina    | Terra batuda | Ricardo Cano   | Patricio Cornejo Iván Molina          | 7−6, 6−3      |
| Guanyador | 2.   | 28 de juliol de 1974   | Hilversum, Països Baixos   | Terra batuda | Tito Vásquez   | Lito Álvarez Julián Ganzábal          |               |
| Guanyador | 3.   | 18 d'agost de 1974     | Toronto, Canadà            | Dura         | Manuel Orantes | Jürgen Fassbender Hans-Jürgen Pohmann | 6−4, 5−7, 7−6 |
| Guanyador | 4.   | 3 de novembre de 1974  | Teheran, Iran              | Terra batuda | Manuel Orantes | Brian Gottfried Raúl Ramírez          |               |
| Guanyador | 5.   | 1 de desembre de 1974  | Buenos Aires (2)           | Terra batuda | Manuel Orantes | Clark Graebner Thomaz Koch            | 6−4, 6−3      |
| Guanyador | 6.   | 1975                   | Barcelona, Espanya         | Terra batuda | Manuel Orantes | Joan Gisbert Ilie Năstase             |               |
| Guanyador | 7.   | 20 de juliol de 1975   | Hilversum (2)              | Terra batuda | Wojtek Fibak   | Željko Franulović John Lloyd          |               |
| Guanyador | 8.   | 10 d'agost de 1975     | Louisville, Estats Units   | Terra batuda | Wojtek Fibak   | Anand Amritraj Vijay Amritraj         | Renúncia      |
| Finalista | 1.   | 18 d'abril de 1976     | Montecarlo, Mònaco         | Terra batuda | Bjorn Borg     | Wojtek Fibak Karl Meiler              |               |
| Guanyador | 9.   | 1976                   | Barcelona (2)              | Terra batuda | Björn Borg     | Wojtek Fibak Karl Meiler              | 3−6, 6−4, 6−3 |
| Guanyador | 10.  | 23 de gener de 1977    | Baltimore, Estats Units    | Moqueta      | Ion Țiriac     | Ross Case Jan Kodeš                   |               |
| Finalista | 2.   | 13 de febrer de 1977   | Springfield, Estats Units  | Moqueta (i)  | Ion Țiriac     | Bob Hewitt Frew McMillan              |               |
| Guanyador | 11.  | 3 d'abril de 1977      | Niça, França               | Terra batuda | Ion Țiriac     | Chris Kachel Chris Lewis              | 6−4, 6−1      |
| Finalista | 3.   | 7 d'agost de 1977      | South Orange, Estats Units | Terra batuda | Ion Țiriac     | Colin Dibley Wojtek Fibak             |               |
| Guanyador | 12.  | 9 d'octubre de 1977    | Teheran (2)                | Terra batuda | Ion Țiriac     | Bob Hewitt Frew McMillan              |               |
| Finalista | 4.   | 20 de novembre de 1977 | Buenos Aires, Argentina    | Terra batuda | Lito Álvarez   | Wojtek Fibak Ion Țiriac               |               |
| Guanyador | 13.  | 27 de novembre de 1977 | Buenos Aires (3)           | Terra batuda | Ion Țiriac     | Ricardo Cano Antonio Muñoz            | 6−4, 6−0      |
| Finalista | 5.   | 28 de maig de 1978     | Múnic, Alemanya Occidental | Terra batuda | Ion Țiriac     | Jürgen Fassbender Tom Okker           |               |
| Finalista | 6.   | 6 d'agost de 1978      | South Orange (2)           | Terra batuda | Ion Țiriac     | Peter Fleming John McEnroe            |               |
| Guanyador | 14.  | 1 d'octubre de 1978    | Ais de Provença, França    | Terra batuda | Ion Țiriac     | Jan Kodeš Tomáš Šmíd                  | 7−6, 6−1      |
| Finalista | 7.   | 1978                   | París, França              | Dura (i)     | Ion Țiriac     | Bruce Manson Andrew Pattison          |               |
| Finalista | 8.   | 14 de gener de 1979    | Hobart, Austràlia          | Gespa        | Ion Țiriac     | Phil Dent Bob Giltinan                |               |
| Finalista | 9.   | 4 de febrer de 1979    | Richmond, Estats Units     | Moqueta (i)  | Ion Țiriac     | Brian Gottfried John McEnroe          |               |
| Finalista | 10.  | 1979                   | Gstaad, Suïssa             | Terra batuda | Ion Țiriac     | Mark Edmondson John Marks             |               |
| Guanyador | 15.  | 1979                   | North Conway, Estats Units | Terra batuda | Ion Țiriac     | John Sadri Tim Wilkison               |               |
| Guanyador | 16.  | 1979                   | San José, Costa Rica       | Dura         | Ion Țiriac     | Anand Amritraj Colin Dibley           |               |

### Equips: 1 (0−1)
| Resultat  | Núm. | Data                      | Torneig                              | Superfície  | Equip                                           | Oponents                                                 | Marcador |
| --------- | ---- | ------------------------- | ------------------------------------ | ----------- | ----------------------------------------------- | -------------------------------------------------------- | -------- |
| Finalista | 1.   | 11−13 de desembre de 1981 | Copa Davis, Cincinnati, Estats Units | Moqueta (i) | Eduardo Bengoechea Ricardo Cano José Luis Clerc | John McEnroe Roscoe Tanner Peter Fleming Eliot Teltscher | 1−3      |

## Trajectòria

### Individual
| Torneig | 1970 | 1971 | 1972 | 1973 | 1974 | 1975 | 1976 | 1977 | 1977 | 1978 | 1979 | 1980 | 1981 | 1982 | 1983 | 1984 | 1985 | 1986 | 1987 | 1988 | 1989 | Títols | V − D   |
| --- | ---- | ---- | ---- | ---- | ---- | ---- | ---- | ---- | ---- | ---- | ---- | ---- | ---- | ---- | ---- | ---- | ---- | ---- | ---- | ---- | ---- | ------ | ------- |
| Open d'Austràlia1 | A    | A    | A    | A    | A    | A    | A    | F    | A    | G    | G    | SF   | 3R   | A    | A    | A    | A    | NC   | A    | A    | A    | 2 / 5  | 23 – 3  |
| Roland Garros | A    | A    | 3R   | 3R   | 3R   | F    | QF   | G    | G    | F    | QF   | QF   | 4R   | F    | QF   | 1R   | 2R   | QF   | 2R   | 2R   | 1R   | 1 / 18 | 56 – 17 |
| Wimbledon | 1R   | A    | 1R   | A    | 3R   | QF   | QF   | 3R   | 3R   | 3R   | 2R   | A    | 1R   | A    | 1R   | A    | A    | 1R   | A    | A    | A    | 0 / 11 | 15 – 11 |
| US Open | A    | A    | 2R   | 1R   | 4R   | SF   | SF   | G    | G    | 4R   | 4R   | 4R   | 4R   | SF   | 3R   | 3R   | 2R   | 1R   | A    | A    | A    | 1 / 15 | 43 – 14 |
| Tennis Masters Cup | A    | A    | A    | A    | G    | SF   | SF   | SF2  | SF2  | A    | RR2  | RR2  | RR2  | SF2  | A    | A    | A    | A    | A    | A    | A    | 1 / 8  | 16 – 11 |
| Rànquing a final d'any |      |      |      | 31   | 5    | 2    | 6    | 2    | 2    | 3    | 6    | 4    | 6    | 4    | 11   | 28   | 39   | 22   | 71   | 126  | 408  |        |         |
| Llegenda: G: Guanyador; F: Finalista; SF: Semifinalista; QF: Quarts de final; Q: Qualificació; A: Absent; RR: Round Robin; NC: No celebrat |      |      |      |      |      |      |      |      |      |      |      |      |      |      |      |      |      |      |      |      |      |        |         |

### Dobles
| Open d'Austràlia1 | A  | A  | A  | A  | A  | 3R | A | 0 / 1 | 2 – 1 |
| Roland Garros | 2R | 2R | QF | SF | A  | A  | A | 0 / 4 | 9 – 4 |
| Wimbledon | 1R | A  | 1R | 2R | 3R | A  | A | 0 / 4 | 3 – 4 |
| US Open | A  | A  | 1R | QF | 3R | A  | A | 1 / 3 | 5 – 3 |
| Llegenda: G: Guanyador; F: Finalista; SF: Semifinalista; QF: Quarts de final; Q: Qualificació; A: Absent; RR: Round Robin |    |    |    |    |    |    |   |       |       |

- Nota 1:  L'Open d'Austràlia es va celebrar en dues ocasions l'any 1977 (gener i desembre), però no el 1986. Vilas va disputar només el de gener.
- Nota 2:  El torneig Tennis Masters Cup es va celebrar realment al gener de l'any següent.